# Camponotus platytarsus
Camponotus platytarsus é uma espécie de inseto do gênero Camponotus, pertencente à família Formicidae.